# Цветеліна Найденова
Цветеліна Найденова (болг. Цветелина Найденова, нар. 28 квітня 1994) — болгарська художня гімнастка, бронзова призерка Олімпійських ігор 2016 року.

## Виступи на Олімпіадах
| Олімпіада           | Дисципліна | Місце |
| ------------------- | ---------- | ----- |
| Лондон 2012         | групи      | 6     |
| Ріо-де-Жанейро 2016 | групи      | 3     |

## Зовнішні посилання
- Цветеліна Найденова — олімпійська статистика на сайті Sports-Reference.com (англ.) (архівна версія)

1. ↑  Olympedia — 2006.